# ولي الدين الملوي المنفلوطي
ولي الدين أبو عبد الله محمد بن أحمد بن إبراهيم بن يوسف العثماني الديباجي الملوي المنفلوطي . (713 هـ – 774 هـ)، فقيه شافعي، ومفسر.

## سيرته
نشأ بدمشق وسمع بها من الحجار وأسماء بنت صصري، ثم توجه إلى بلاد الروم وأخذ عن جماعة من علمائها. وعاد، فطلب إلى الديار المصرية في أيام الناصر بدر الدين حسن ودرس بالمدرسة التي أنشأها، ودرس التفسير بالمنصورية وغيرهما.
وتوفي الولي بالقاهرة في ليلة الخميس 25 ربيع الأول سنة 774 هـ.

## آثاره
من آثاره:
- ارشاد الطائف الى علم اللطائف.[6]
- البيان الجميل لمحاسن القرآن الجليل.[7]
- حل الحباء في الدعاء برفع الوباء.[8]